# Blues Pills (альбом)
Blues Pills — дебютный студийный альбом шведской рок-группы Blues Pills, выпущенный 25 июля 2014 года на Nuclear Blast Records. Альбом состоит из десяти треков, включая несколько перезаписанных ранее выходивших на мини-альбомах и песню Чабби Чекера «Gypsy». Отдельно было выпущено два сингла: «High Class Woman» и «No Hope Left For Me». На обе песни Nuclear Blast сняли музыкальные видео.

## Оценки критиков
| Оценки критиков | Оценки критиков |
| Источник        | Оценка          |
| --------------- | --------------- |
| Sputnikmusic    | [ 1 ]           |
| Planet Mosh     | [ 2 ]           |

Во многих обзорах отмечается усовершенствование перезаписанных треков, ранее появившихся на мини-альбомах. Они упоминают звук и стиль, сравнимый с блюзом 60-х и влияниями рока 70-х. Альбом получил преимущественно положительные отзывы от профессиональных рецензий.

## Список композиций
Все песни написаны и сочинены Элин Ларссон, Дорианом Соррио и Заком Андерсоном (кроме отмеченных):
| №                   | Название               | Длительность |
| ------------------- | ---------------------- | ------------ |
| 1.                  | «High Class Woman»     | 4:29         |
| 2.                  | «Ain't No Change»      | 4:59         |
| 3.                  | «Jupiter»              | 4:07         |
| 4.                  | «Black Smoke»          | 5:09         |
| 5.                  | «River»                | 4:24         |
| 6.                  | «No Hope Left For Me»  | 3:54         |
| 7.                  | «Devil Man»            | 3:07         |
| 8.                  | «Astralplane»          | 4:40         |
| 9.                  | «Gypsy (Ernest Evans)» | 3:09         |
| 10.                 | «Little Sun»           | 4:51         |
| Общая длительность: | Общая длительность:    | 42:49        |

## Участники записи
Blues Pills
- Элин Ларссон — вокал
- Дориан Соррио — электрическая и акустическая гитары
- Зак Андерсон — бас-гитара
- Кори Берри — ударные, перкуссия

Дополнительный персонал
- Дон Алстерберг- продюсер, микширование[англ.], запись[англ.]
- Джоэль Уэстберг — дополнительная перкуссия
- Ханс Олссон-Брукс- мастеринг
- Марийке Когер-Данхем[нидерл.] — дизайн обложки
- Кирик Древински — оформление, иллюстрация[3]